# Ботик (местечко)
Ботик — местечко в Переславском районе Ярославской области.

## География
Находится в южной части Ярославской области на расстоянии приблизительно 4 км на запад-юго-запад по прямой от районного центра города Переславль-Залесский у южного берега Плещеева озера.

## История
Основано в 1802 году как первый провинциальный музей России. Отмечено на карте 1940 года как дом отдыха. До 2018 года входило в состав Пригородного сельского поселения.

## Население
Численность постоянного населения не была учтена как в 2002 году, так и в 2010.

## Достопримечательности
Музей-усадьба "Ботик Петра I".